# Орино (Италия)
 Тази статия е за селото в Северна Италия.  За бившияи гръцки дем вижте Места (дем).  
Орѝно (на италиански: Orino; на ломбардски: Urin, Урин) е село и община в Северна Италия, провинция Варезе, регион Ломбардия. Разположено е на 456 m надморска височина. Населението на общината е 846 души (към 2017 г.).